# جون هوثورن
جون باتريك هوثورن (من مواليد 1964) هو فيلسوف إنجليزي، ويعمل حاليًا أستاذ للفلسفة في جامعة جنوب كاليفورنيا. هو معروف كمساهم معاصر رائد في الميتافيزيقيا ونظرية المعرفة.

## حياته ومهنته
ولد هوثورن في 25 مايو 1964 في برمنغهام، إنجلترا. حصل على درجة الدكتوراه من جامعة سيراكيوز، حيث درس مع وليام ألستون وجوناثان بينيت. من عام 2006 إلى عام 2015عمل أستاذاً في Waynflete للفلسفة الميتافيزيقية بجامعة أكسفورد. كما قام بالتدريس في جامعة نيو ساوث ويلز وجامعة ولاية أريزونا وجامعة سيراكيوز وجامعة روتجرز وجامعة برينستون.

## العمل الفلسفي
قدم هوثورن في عام 2006 مقالات ميتافيزيقية تعالج المواضيع الأساسية في الفلسفة، بما في ذلك الهوية والانطولوجيا والغموض والسببية، التي وصفها أحد المراجعين والقراء «القراءة الأساسية لأي شخص يريد المشاركة حاليًا في الميتافيزيقيات التحليلية».
في كتابه «المعرفة واليانصيب»، يدافع هوثورن عن وجهة نظر في نظرية المعرفة التي تعتمد على أن وجود المعرفة يعتمد على اهتمامات الموضوع. على عكس السياق، فإن وجهة نظر هوثورن لا تتطلب أن يتغير معنى كلمة «معرفة» من سياق إلى آخر.
وقد كتب هوثورن أيضًا عن فلسفة اللغة والمنطق الفلسفي، وفلسفة الدين، وفلسفة العقل.

## أعمال وكتابات

### الكتب
- مضمون ضيق.(with Juhani Yli-Vakkuri, Oxford University Press, 2018)
- الكتاب المرجعي. (with David Manley, Oxford University Press, 2012)
- النسبية والحقيقة الأحادية.(with Herman Cappelen، Oxford University Press 2010)
- مقالات ميتافيزيقية.(Oxford University Press, 2006)
- المعرفة واليانصيب.(Oxford University Press, 2004)
- المواد والتميز في ليبنز.(with J. A. Cover, Cambridge University Press 2003)
- قواعد المعنى: المعيارية والخطاب الدلالي.(with Mark Norris Lance, Cambridge University Press, 1997)

### تحرير الكتب
النقاشات المعاصرة في الميتافيزيقا. (edited with Theodore Sider and Dean Zimmerman, Blackwell, 2007)
التجربة الإدراكية.(edited with Tamar Gendler, Oxford University Press, 2006)
إمكانية الاستخدام. (edited with Tamar Gendler, Oxford University Press, 2002)